# Shokei Shōjo no Virgin Road
Shokei Shōjo no Virgin Road (処刑少女の生きる道 Shokei Shōjo no Bājin Rōdo) là một series light novel thể loại yuri của Nhật Bản, được viết bởi Satō Mato  và minh họa bởi Nilitsu. SB Creative đã cho phát hành sáu tập truyện từ tháng 7 năm 2019 dưới ấn hiệu GA Bunko. Bộ truyện được chuyển thể thành manga với nét vẽ của Mitsuya Ryō được đăng nhiều kỳ trên tạp chí seinen manga Young Gangan của Square Enix từ tháng 6 năm 2020. Cả light novel và manga đều được Yen Press mua bản quyền và phát hành ở Bắc Mỹ. Bộ truyện được chuyển thể thành anime bởi J.C.Staff được phát sóng từ tháng 4 đến tháng 6 năm 2022.

## Tóm tắt

### Bối cảnh
Cách đây rất lâu, những người lang thang, những kẻ được gọi là "Người đi lạc", đến từ một thế giới thay thế gọi là "Nhật Bản" và được ban cho sức mạnh mang tên "Khái niệm thuần khiết." Họ đã tạo ra một nền văn minh tiên tiến với thế lực siêu nhiên, và cuối cùng cả thế giới chỉ sử dụng một loại ngôn ngữ duy nhất đó chính là tiếng Nhật. Tuy nhiên, sức mạnh của "Khái niệm thuần khiết" đã mất kiểm soát và mang đến thảm họa cho cả thế giới. Trong số những thảm họa đó, có bốn thảm họa huyền thoại - Sword of Salt, biến toàn bộ lục địa phía Tây thành muối tan trong biển cả; Pandemonium, bao phủ quần đảo phía nam; Mechanical Society, kiểm soát Biên giới hoang dã ở phía đông; Starhusk, đã khoét ra trung tâm của lục địa phía bắc và khiến nó nổi lên. Tất cả được gọi là "Lỗi của con người" và vẫn còn tác động đến thế giới sau hàng nghìn năm. Kể từ đó, Người đi lạc, những người thỉnh thoảng vẫn đến với thế giới này, bị coi như một điều cấm kỵ.

### Cốt truyện
Menou là một Người hành quyết và cô chịu trách nhiệm tiêu diệt những Người đi lạc. Cô cố gắng giết Tokitō Akari, một Người đi lạc, nhưng không thành. Akari có Khái niệm thuần túy về thời gian và có khả năng đảo ngược cái chết của cô ta sau khi bị giết. Menou phải tìm cách giết cô ta và không còn cách nào khác ngoài việc phải ở lại bên cạnh Akari.

## Nhân vật
Menou (メノウ)
Lồng tiếng bởi: Iori Saeki
Một nữ tu sĩ trẻ chuyên săn lùng và ám sát Người đi lạc trước khi họ trở thành mối đe dọa. Cô nhận thức rõ rằng hầu hết những Người đi lạc mà cô giết đều là những người vô tội không làm gì sai, nhưng quá trình đào tạo của cô quy định rằng họ không được phép sống vì Khái niệm Thuần túy cuối cùng sẽ làm họ biến đổi. Ngay cả trước khi gặp Akari, cô đã nhiều lần mơ về việc gặp được cô ấy ở Nhật Bản; hiện tại, cô chắc chắn phải đóng vai trò là người hộ tống Akari trong khi tìm cách giết cô ấy.
Khi còn nhỏ, Menou là một trong những người sống sót duy nhất của Sword of Salt. Tuy nhiên, sự việc và vết thương lòng đã khiến tâm hồn cô bị "tẩy trắng", biến cô thành một kẻ vô cảm. Sau đó cô được Flare phát hiện, Kẻ hành quyết hàng đầu vào thời điểm đó và nhận làm người học việc, "Flarette" của cô ấy. Với tư cách là một Đao phủ, Menou hoàn toàn làm chủ được ether của mình và chủ yếu sử dụng dao để giết người.
Tokitō Akari (時任 灯里 / トキトウ・アカリ)
Lồng tiếng bởi: Kahara Moe
Một học sinh trung học Nhật Bản bị vua Grisarika buộc triệu hồi đến thế giới. Khái niệm Thuần túy của cô, [Thời gian], cho phép cô kiểm soát bất kỳ và tất cả các yếu tố thời gian, bao gồm cả việc đảo ngược thời gian theo bản năng để hồi sinh bản thân nếu cô bị giết. Ban đầu cô được miêu tả là người khá vụng về và bướng bỉnh, nhưng cũng tốt bụng và đáng tin cậy, khiến cô dễ dàng tin tưởng Menou ngay lần gặp đầu tiên vì cô tin rằng cuộc gặp gỡ của họ là định mệnh. Trên thực tế, Akari đã nhiều lần khiến thế giới thoái trào để ngăn chặn cái chết của Menou, lần nào cũng xóa ký ức của cô và chỉ để lại cảm giác déjà vu. Cô yêu Menou rất nhiều.
Momo (モモ)
Lồng tiếng bởi: Kanemoto Hisako
Một nữ tu sĩ trẻ và là phụ tá của Menou. Cô hỗ trợ Menou mọi việc cô ấy cần trong nhiệm vụ, bao gồm trinh sát, cải trang và hỗ trợ trong các trận chiến. Cô đã phải lòng Menou kể từ khi họ còn là bạn thời thơ ấu, và vì vậy cô rất trân trọng những chiếc nơ buộc tóc mà Menou tặng cho cô. Với việc Menou nhất quyết giấu kín sự hiện diện của mình với Akari, Momo bắt đầu ghen tị khi thấy cả hai ngày càng thân thiết. Giống như Menou, Momo có khả năng kiểm soát mạnh mẽ ether của mình và vũ khí cô sử dụng là cưa dây.
Ashuna (アーシュナ Āshuna)
Lồng tiếng bởi: M.A.O
Công chúa chiến binh của Grisarika. Liều lĩnh và táo bạo, Ashuna ít quan tâm đến danh hiệu hay nhiệm vụ cao cả của mình và thích tìm kiếm những đối thủ mạnh để chiến đấu. Cô chiến đấu bằng cách sử dụng một thanh trọng kiếm mà cô có thể phù phép bằng ngọn lửa etheric.
Flare (フレア Furea)
Lồng tiếng bởi: Kaida Yūko
Một nữ tu sĩ huyền thoại nổi tiếng với kỹ năng ma thuật đáng kinh ngạc cũng như giết chết nhiều rất nhiều Người đi lạc. Sau khi cứu đứa trẻ Menou khỏi Người đi lạc, Flare đã nhận cô bé làm học trò của mình.
Orwell (オーウェル Ōweru)
Lồng tiếng bởi: Kubota Tamie
Đức Tổng Giám Mục của Giáo Hội. Orwell đóng vai trò là cấp trên trực tiếp của Menou và ban đầu đã ra lệnh cho cô đưa Akari đến thủ đô Garm của họ để có thể xử tử Akari. Menou sau đó phát hiện ra rằng Orwell, người kiệt sức và vỡ mộng sau những năm tháng dài, đã bắt cóc các cô gái trẻ để tiêu hao tuổi trẻ của họ cho chính mình, và giờ có ý định sử dụng Akari để đảo ngược thời gian với bà ta. Kế hoạch của bà ta thất bại và bà ta đã bị Menou giết sau khi chạm vào Khái niệm thuần khiết của Akari, Orwell già đi cho đến chết trong một thời gian ngắn.
Mitsuki (ミツキ)
Lồng tiếng bởi: Uchida Yuma
Một học sinh trung học bị vua Grisarika buộc triệu hồi đến thế giới cùng với Akari. Khái niệm thuần túy của anh là [Null], cho phép anh phá hủy hoàn toàn bất kỳ vật thể nào anh muốn. Anh ta bị Menou giết để ngăn chặn việc anh ta lạm dụng sức mạnh mới phát hiện được của mình.

## Phương tiện truyền thông

### Light novels
Shokei Shōjo no Virgin Road được viết bởi Satō Mato  và minh họa bởi Nilitsu. SB Creative đã cho phát hành sáu tập truyện từ tháng 7 năm 2019 dưới ấn hiệu GA Bunko. Yen Press đã cấp phép cho bộ truyện xuất bản tiếng Anh.
| # | Nhan đề                                                               | Ngày phát hành Tiếng Nhật | ISBN Tiếng Nhật                                                                                                 |
| - | --------------------------------------------------------------------- | ------------------------- | --- |
| 1 | Thus, She Is Reborn Soshite, Kanojo wa Yomigaeru (そして、彼女は甦る) | 12 tháng 7 năm 2019       | 978-4-81-560118-8 (phiên bản thường)18 tháng 3 năm 2022 978-4-81-561580-2 (phiên bản đặc biệt chuyển thể anime) |
| 2 | White Out Howaito Auto (ホワイト・アウト)                             | 13 tháng 9 năm 2019       | 978-4-81-560393-9                                                                                               |
| 3 | The Cage of Iron Sand Tessha no Ori (鉄砂の檻)                        | 14 tháng 2 năm 2020       | 978-4-81-560481-3                                                                                               |
| 4 | Crimson Nightmare Akai Akumu (赤い悪夢)                               | 6 tháng 8 năm 2020        | 978-4-81-560713-5                                                                                               |
| 5 | Yakusoku no Chi (約束の地)                                            | 10 tháng 2 năm, 2021      | 978-4-81-560936-8                                                                                               |
| 6 | Shio no Hitsugi (塩の柩)                                              | 12 tháng 8 năm 2021       | 978-4-81-561140-8                                                                                               |
| 7 | Lost Rosuto (ロスト)                                                  | 14 tháng 4 năm 2022       | 978-4-81-561399-0                                                                                               |

### Manga
Bộ truyện được chuyển thể thành manga với nét vẽ của Mitsuya Ryō được đăng nhiều kỳ trên tạp chí seinen manga Young Gangan của Square Enix từ tháng 6 năm 2020. Manga cũng được mua bản quyền tại Bắc Mỹ bởi Yen Press.
| # | Ngày phát hành Tiếng Nhật | ISBN Tiếng Nhật   |
| - | ------------------------- | ----------------- |
| 1 | 9 tháng 2 năm 2021        | 978-4-75-757098-6 |
| 2 | 10 tháng 8 năm 2021       | 978-4-75-757414-4 |
| 3 | 25 tháng 3 năm 2022       | 978-4-75-757838-8 |
| 4 | 23 tháng 6 năm 2022       | 978-4-75-757982-8 |
| 5 | 25 tháng 3 năm 2023       | 978-4-75-757982-8 |
| 5 | 25 tháng 8 năm 2023       | 978-4-75-757982-8 |

### Anime
Tại buổi phát trực tiếp sự kiện "GA Fes 2021", đã có thông báo rằng bộ truyện sẽ được chuyển thể thành phim truyền hình anime. Bộ phim được hoạt họa bởi J.C.Staff và Yoshiki Kawasaki đạo diễn, với người giám sát kịch bản là Yasukawa Shōgo, Tamaki Keiko thiết kế nhân vật, và Michiru soạn nhạc cho bộ phim. Egg Firm và SB Creative đang sản xuất loạt phim này. Bộ phim được công chiếu vào ngày 2 tháng 4 năm 2022 trên Tokyo MX, BS11 và AT-X. Sentai Filmworks đã cấp phép cho loạt bộ phim bên ngoài Châu Á. Bài hát mở đầu là "Paper Bouquet" thể hiện bởi nhóm Mili, bài hát kết thúc là "Tomoshibi Serenade" thể hiện bởi ChouCho. Medialink cũng cấp phép cho loạt phim này ở Đông Nam Á, Nam Á và Châu Đại Dương trừ Úc và New Zealand.

#### Danh sách tập phim
| TT. | Tiêu đề                                                         | Đạo diễn         | Biên kịch      | Được phân cảnh bởi | Ngày phát hành gốc |
| --- | --------------------------------------------------------------- | ---------------- | -------------- | ------------------ | ------------------ |
| 1   | "Người hành quyết" Chuyển ngữ: "Shokeinin" (tiếng Nhật: 処刑人) | Kawasaki Yoshiki | Yasukawa Shōgo | Kawasaki Yoshiki   | 2 tháng 4 năm 2022 |
| 2   | "Người đi lạc" Chuyển ngữ: "Mayoibito" (tiếng Nhật: 迷い人)     | Iwasaki Yoshiaki | Yasukawa Shōgo | Kawasaki Yoshiki   | 9 tháng 4 năm 2022 |